# Exciter
Exciter és el catorzè àlbum del grup de pop electrònic Depeche Mode, aparegut al mes de maig de l'any 2001. És el seu desè disc de material nou. Després que l'èxit de la gira de promoció del seu anterior àlbum, The Singles 86>98, ajudés a tancar la crisi en què el grup havia estat immers des de la fi de la gira Devotional Tour, Depeche Mode començaren les sessions d'enregistrament d’Exciter amb un nou productor, Mark Bell, conegut per haver estat, juntament amb Gez Varley, fundador del grup LFO, i pel seu treball posterior com a productor de l'àlbum Homogenic, de la cantant islandesa Björk. La planta que hi ha a la portada del disc pertany al gènere botànic Agave.
Exciter combina temes de sons durs i agressius com "The Sweetest Condition", "The Dead Of Night" o "I Feel Loved" (probablement un dels temes més ballables de tota la seva discografia) amb cançons reflexives i tranquil·les ("Shine" o "Dream On", el primer senzill, que inclou fins i tot parts de guitarra acústica que recorden al country) i experiments més minimalistes, com "Comatose" o "Breathe". Mark Bell utilitzà molta tecnologia digital per a la creació dels sons que mostra el disc, especialment programari de sintetitzadors. En conjunt, malgrat l'agressivitat d'alguns dels temes, el to general de l'àlbum és més aviat reflexiu, tranquil i fins i tot intimista, molt més que qualsevol dels discos anteriors.
El disc va debutar en el número 9 a la llista britànica UK Albums Chart i a la 8a posició en l'estatunidenca Billboard 200, esdevenint així en el primer treball del grup que debutava en una posició més alta als Estats Units que al Regne Unit. Mundialment va superar de llarg els 3 milions de còpies venudes.
Com tots els altres discos, Exciter fou remasteritzat en dos discs junt a Ultra en el darrer llançament de la col·lecció. També s'hi inclouen les cares B dels senzills, versions en directe, material extra i un DVD amb un documental titulat "Depeche Mode 1999–2001 (Presenting the intimate and delicate side of Depeche Mode)", que mostra les evolucions del grup durant aquest període, començant en aquest cas amb els problemes de Martin Gore per trobar la inspiració necessària per compondre material nou, i que el portaren a buscar el suport de Gareth Jones (antic col·laborador de Depeche Mode) i de Paul Freegaard.

## Llista de cançons

### CD 2001
| Núm.          | Títol                    | Durada |
| ------------- | ------------------------ | ------ |
| 1.            | «Dream On»               | 4:19   |
| 2.            | «Shine»                  | 5:32   |
| 3.            | «The Sweetest Condition» | 3:42   |
| 4.            | «When The Body Speaks»   | 6:01   |
| 5.            | «The Dead Of Night»      | 4:50   |
| 6.            | «Lovetheme»              | 2:02   |
| 7.            | «Freelove»               | 6:10   |
| 8.            | «Comatose»               | 3:24   |
| 9.            | «I Feel Loved»           | 4:20   |
| 10.           | «Breathe»                | 5:17   |
| 11.           | «Easy Tiger»             | 2:05   |
| 12.           | «I Am You»               | 5:10   |
| 13.           | «Goodnight Lovers»       | 3:48   |
| Durada total: | Durada total:            | 56:40  |

### Reedició del 2007 (Mute: DM CD 50 (CD/SACD + DVD))
El disc 1 és híbrid SACD/CD, mentre el disc 2 és un DVD que inclou Exciter en format DTS 5.1, Dolby Digital 5.1 i PCM Stereo [48 kHz/24bits], amb temes extra.
| 1. | «The Dead Of Night»      |  |
| 2. | «The Sweetest Condition» |  |
| 3. | «Dream On»               |  |
| 4. | «When The Body Speaks»   |  |
| 5. | «Breathe»                |  |
| 6. | «Freelove»               |  |

| 1. | «Easy Tiger (Full Version)»                |  |
| 2. | «Dirt» (versió de la cançó de The Stooges) |  |
| 3. | «Freelove (Flood Mix)»                     |  |
| 4. | «Zenstation»                               |  |
| 5. | «When The Body Speaks (Acoustic)»          |  |

| 1. | «Depeche Mode 1999–2001 (Presenting the intimate and delicate side of Depeche Mode)» (vídeo) | 30:00 |

## Posicions en llistes
| Llista (2001)    | Posició | Certificació |
| ---------------- | ------- | ------------ |
| Alemanya         | 1       | Platí        |
| Canadà           | 3       | Or           |
| Espanya          | 1       | Platí        |
| França           | 1       | Or           |
| Itàlia           | 2       | Platí        |
| Països Baixos    | 15      |              |
| UK Albums Chart  | 9       |              |
| US Billboard 200 | 8       | Or           |

## Dades addicionals
- Depeche Mode: David Gahan, Martin Gore, Andrew Fletcher.
- Temes escrits per Martin Gore, excepte "Dirt" (The Stooges).
- Temes cantats per David Gahan, excepte "Comatose" i "Breathe" cantats per Martin Gore, i "Lovetheme" i "Easy Tiger" que són instrumentals.
- Músics addicionals: Knox Chandler (solo de violoncel i arranjaments de cordes a "When The Body Speaks"), Todd C. Reynolds, Joyce Hammann, Natalie Cenovia Cummins, Ralph H. Farris, Leo Grinhauz (cordes a "When The Body Speaks"), Airto Moreira (percussió a "Freelove" i "I Feel Loved"), Christian Eigner (bateria a "I Am You").
- Produït per Mark Bell.
- Enginyer de so: Gareth Jones.
- Preproducció i producció addicional: Gareth Jones i Paul Freegard.
- Mesclat per Steve Fritzmaurice.
- Estudis utilitzats: RAK i Sarm West, Londres (assistents: Boris Aldridge, Andrew Davies, Andrew Griffiths); disseny de so, Santa Bàrbara (Califòrnia) (assistents: Nick Sevilla, Lisa Butterworth); Electric Lady i Sony, Nova York (assistents: Jonathan Adler, Alyssa Myhowich, James Chang). Masteritzat a The Exchange per Mike Marsh.
- Fotografies, portada i direcció artística: Anton Corbijn.
- Disseny: Form.
- Management: Jonathan Kessler per a Barton Inc.
- Depeche Mode Office: J.D. Fanger.